# Adelheid van Oostenrijk (1914-1971)

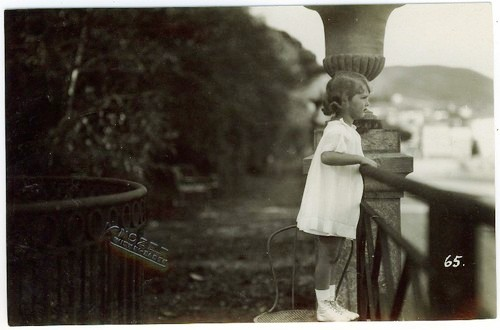
Adelheid van Oostenrijk als kind op het domein Quinta Vigia, Funchal, Madeira, 1922.

Adelheid Maria Josefa Sixta Antonia Roberta Ottonia Zita Charlotte Luise Immaculata Pia Theresia Beatrix Franciska Isabelle Henriette Maximiliana Genoveva Ignatia Marcus van Aviano van Oostenrijk (Wenen, 3 januari 1914 - Pöcking, 3 oktober 1971) was een Oostenrijkse aartshertogin uit het huis Habsburg-Lotharingen. Zij werd in haar familie ook wel Etelka genoemd.
Zij was het tweede kind en de oudste dochter van de zalige keizer Karel I van Oostenrijk en Zita van Bourbon-Parma. Haar oudere broer was Otto van Habsburg. Zij was een tante van de Belgische prins Lorenz. Haar vader volgde in 1916 Frans Jozef I op als keizer van het - ten gevolge van de Eerste Wereldoorlog - uiteenvallende Oostenrijkse keizerrijk. Vanaf 1919 woonde het keizerlijk gezin in ballingschap, aanvankelijk in Zwitserland, later op Madeira. Zij was in 1933 het eerste lid van de keizerlijke familie dat weer voet zette op Oostenrijkse bodem. Zij studeerde aan de Katholieke Universiteit Leuven, waar zij ook promoveerde. Tijdens de Tweede Wereldoorlog vluchtten de Habsburgers naar de Verenigde Staten. Na de oorlog vestigde Adelheid zich in het Beierse Pöcking, waar zij in 1971 ongetrouwd en kinderloos stierf.

## Kwartierstaat
| Karel Lodewijk van Oostenrijk (1833-1896) | Karel Lodewijk van Oostenrijk (1833-1896) | Karel Lodewijk van Oostenrijk (1833-1896) | Karel Lodewijk van Oostenrijk (1833-1896) | Karel Lodewijk van Oostenrijk (1833-1896) | Karel Lodewijk van Oostenrijk (1833-1896) | Maria Annunciata van Bourbon-Sicilië (1843-1871) | Maria Annunciata van Bourbon-Sicilië (1843-1871) | Maria Annunciata van Bourbon-Sicilië (1843-1871) | Maria Annunciata van Bourbon-Sicilië (1843-1871) | Maria Annunciata van Bourbon-Sicilië (1843-1871) | Maria Annunciata van Bourbon-Sicilië (1843-1871) |                                     |                                     | George van Saksen (1832-1904)      | George van Saksen (1832-1904)      | George van Saksen (1832-1904)          | George van Saksen (1832-1904)          | George van Saksen (1832-1904)          | George van Saksen (1832-1904)          | Maria Anna van Portugal (1843-1884)    | Maria Anna van Portugal (1843-1884)    | Maria Anna van Portugal (1843-1884) | Maria Anna van Portugal (1843-1884) | Maria Anna van Portugal (1843-1884) | Maria Anna van Portugal (1843-1884) |                                  |                                  | Karel III van Bourbon-Parma (1823-1854) | Karel III van Bourbon-Parma (1823-1854) | Karel III van Bourbon-Parma (1823-1854) | Karel III van Bourbon-Parma (1823-1854) | Karel III van Bourbon-Parma (1823-1854)   | Karel III van Bourbon-Parma (1823-1854)   | Louise Maria van Frankrijk (1819-1864)    | Louise Maria van Frankrijk (1819-1864)    | Louise Maria van Frankrijk (1819-1864)    | Louise Maria van Frankrijk (1819-1864)    | Louise Maria van Frankrijk (1819-1864) | Louise Maria van Frankrijk (1819-1864) |                                            |                                            | Michaël I van Portugal (1802-1866)         | Michaël I van Portugal (1802-1866)         | Michaël I van Portugal (1802-1866)         | Michaël I van Portugal (1802-1866)         | Michaël I van Portugal (1802-1866)     | Michaël I van Portugal (1802-1866)     | Adelheid van Löwenstein- Wertheim-Rosenberg (1831-1909)                                | Adelheid van Löwenstein- Wertheim-Rosenberg (1831-1909)                                | Adelheid van Löwenstein- Wertheim-Rosenberg (1831-1909)                                | Adelheid van Löwenstein- Wertheim-Rosenberg (1831-1909)                                | Adelheid van Löwenstein- Wertheim-Rosenberg (1831-1909)                                | Adelheid van Löwenstein- Wertheim-Rosenberg (1831-1909)                                |  |  |  |  |  |  |  |  |  |  |  |  |  |  |  |  |  |  |  |  |  |  |  |  |  |  |  |  |  |  |  |  |  |  |  |  |  |  |  |  |  |  |  |  |  |  |  |  |
| Karel Lodewijk van Oostenrijk (1833-1896) | Karel Lodewijk van Oostenrijk (1833-1896) | Karel Lodewijk van Oostenrijk (1833-1896) | Karel Lodewijk van Oostenrijk (1833-1896) | Karel Lodewijk van Oostenrijk (1833-1896) | Karel Lodewijk van Oostenrijk (1833-1896) | Maria Annunciata van Bourbon-Sicilië (1843-1871) | Maria Annunciata van Bourbon-Sicilië (1843-1871) | Maria Annunciata van Bourbon-Sicilië (1843-1871) | Maria Annunciata van Bourbon-Sicilië (1843-1871) | Maria Annunciata van Bourbon-Sicilië (1843-1871) | Maria Annunciata van Bourbon-Sicilië (1843-1871) |                                     |                                     | George van Saksen (1832-1904)      | George van Saksen (1832-1904)      | George van Saksen (1832-1904)          | George van Saksen (1832-1904)          | George van Saksen (1832-1904)          | George van Saksen (1832-1904)          | Maria Anna van Portugal (1843-1884)    | Maria Anna van Portugal (1843-1884)    | Maria Anna van Portugal (1843-1884) | Maria Anna van Portugal (1843-1884) | Maria Anna van Portugal (1843-1884) | Maria Anna van Portugal (1843-1884) |                                  |                                  | Karel III van Bourbon-Parma (1823-1854) | Karel III van Bourbon-Parma (1823-1854) | Karel III van Bourbon-Parma (1823-1854) | Karel III van Bourbon-Parma (1823-1854) | Karel III van Bourbon-Parma (1823-1854)   | Karel III van Bourbon-Parma (1823-1854)   | Louise Maria van Frankrijk (1819-1864)    | Louise Maria van Frankrijk (1819-1864)    | Louise Maria van Frankrijk (1819-1864)    | Louise Maria van Frankrijk (1819-1864)    | Louise Maria van Frankrijk (1819-1864) | Louise Maria van Frankrijk (1819-1864) |                                            |                                            | Michaël I van Portugal (1802-1866)         | Michaël I van Portugal (1802-1866)         | Michaël I van Portugal (1802-1866)         | Michaël I van Portugal (1802-1866)         | Michaël I van Portugal (1802-1866)     | Michaël I van Portugal (1802-1866)     | Adelheid van Löwenstein- Wertheim-Rosenberg (1831-1909)                                | Adelheid van Löwenstein- Wertheim-Rosenberg (1831-1909)                                | Adelheid van Löwenstein- Wertheim-Rosenberg (1831-1909)                                | Adelheid van Löwenstein- Wertheim-Rosenberg (1831-1909)                                | Adelheid van Löwenstein- Wertheim-Rosenberg (1831-1909)                                | Adelheid van Löwenstein- Wertheim-Rosenberg (1831-1909)                                |  |  |  |  |  |  |  |  |  |  |  |  |  |  |  |  |  |  |  |  |  |  |  |  |  |  |  |  |  |  |  |  |  |  |  |  |  |  |  |  |  |  |  |  |  |  |  |  |
|                                           |                                           |                                           |                                           |                                           |                                           |                                                  |                                                  |                                                  |                                                  |                                                  |                                                  |                                     |                                     |                                    |                                    |                                        |                                        |                                        |                                        |                                        |                                        |                                     |                                     |                                     |                                     |                                  |                                  |                                         |                                         |                                         |                                         |                                           |                                           |                                           |                                           |                                           |                                           |                                        |                                        |                                            |                                            |                                            |                                            |                                            |                                            |                                        |                                        |                                                                                        |                                                                                        |                                                                                        |                                                                                        |                                                                                        |                                                                                        |  |  |  |  |  |  |  |  |  |  |  |  |  |  |  |  |  |  |  |  |  |  |  |  |  |  |  |  |  |  |  |  |  |  |  |  |  |  |  |  |  |  |  |  |  |  |  |  |
|                                           |                                           |                                           |                                           | Otto Frans van Oostenrijk (1865-1906)     | Otto Frans van Oostenrijk (1865-1906)     | Otto Frans van Oostenrijk (1865-1906)            | Otto Frans van Oostenrijk (1865-1906)            | Otto Frans van Oostenrijk (1865-1906)            | Otto Frans van Oostenrijk (1865-1906)            |                                                  |                                                  |                                     |                                     |                                    |                                    | Maria Josepha van Saksen (1866-1944)   | Maria Josepha van Saksen (1866-1944)   | Maria Josepha van Saksen (1866-1944)   | Maria Josepha van Saksen (1866-1944)   | Maria Josepha van Saksen (1866-1944)   | Maria Josepha van Saksen (1866-1944)   |                                     |                                     |                                     |                                     |                                  |                                  |                                         |                                         |                                         |                                         | Robert I van Bourbon-Parma (1848-1907)    | Robert I van Bourbon-Parma (1848-1907)    | Robert I van Bourbon-Parma (1848-1907)    | Robert I van Bourbon-Parma (1848-1907)    | Robert I van Bourbon-Parma (1848-1907)    | Robert I van Bourbon-Parma (1848-1907)    |                                        |                                        |                                            |                                            |                                            |                                            | Maria Antonia van Bragança (1862-1959)     | Maria Antonia van Bragança (1862-1959)     | Maria Antonia van Bragança (1862-1959) | Maria Antonia van Bragança (1862-1959) | Maria Antonia van Bragança (1862-1959)                                                 | Maria Antonia van Bragança (1862-1959)                                                 |                                                                                        |                                                                                        |                                                                                        |                                                                                        |  |  |  |  |  |  |  |  |  |  |  |  |  |  |  |  |  |  |  |  |  |  |  |  |  |  |  |  |  |  |  |  |  |  |  |  |  |  |  |  |  |  |  |  |  |  |  |  |
|                                           |                                           |                                           |                                           | Otto Frans van Oostenrijk (1865-1906)     | Otto Frans van Oostenrijk (1865-1906)     | Otto Frans van Oostenrijk (1865-1906)            | Otto Frans van Oostenrijk (1865-1906)            | Otto Frans van Oostenrijk (1865-1906)            | Otto Frans van Oostenrijk (1865-1906)            |                                                  |                                                  |                                     |                                     |                                    |                                    | Maria Josepha van Saksen (1866-1944)   | Maria Josepha van Saksen (1866-1944)   | Maria Josepha van Saksen (1866-1944)   | Maria Josepha van Saksen (1866-1944)   | Maria Josepha van Saksen (1866-1944)   | Maria Josepha van Saksen (1866-1944)   |                                     |                                     |                                     |                                     |                                  |                                  |                                         |                                         |                                         |                                         | Robert I van Bourbon-Parma (1848-1907)    | Robert I van Bourbon-Parma (1848-1907)    | Robert I van Bourbon-Parma (1848-1907)    | Robert I van Bourbon-Parma (1848-1907)    | Robert I van Bourbon-Parma (1848-1907)    | Robert I van Bourbon-Parma (1848-1907)    |                                        |                                        |                                            |                                            |                                            |                                            | Maria Antonia van Bragança (1862-1959)     | Maria Antonia van Bragança (1862-1959)     | Maria Antonia van Bragança (1862-1959) | Maria Antonia van Bragança (1862-1959) | Maria Antonia van Bragança (1862-1959)                                                 | Maria Antonia van Bragança (1862-1959)                                                 |                                                                                        |                                                                                        |                                                                                        |                                                                                        |  |  |  |  |  |  |  |  |  |  |  |  |  |  |  |  |  |  |  |  |  |  |  |  |  |  |  |  |  |  |  |  |  |  |  |  |  |  |  |  |  |  |  |  |  |  |  |  |
|                                           |                                           |                                           |                                           |                                           |                                           |                                                  |                                                  |                                                  |                                                  | Karel I van Oostenrijk (1887-1922)               | Karel I van Oostenrijk (1887-1922)               | Karel I van Oostenrijk (1887-1922)  | Karel I van Oostenrijk (1887-1922)  | Karel I van Oostenrijk (1887-1922) | Karel I van Oostenrijk (1887-1922) |                                        |                                        |                                        |                                        |                                        |                                        |                                     |                                     |                                     |                                     |                                  |                                  |                                         |                                         |                                         |                                         |                                           |                                           |                                           |                                           |                                           |                                           | Zita van Bourbon-Parma (1892-1989)     | Zita van Bourbon-Parma (1892-1989)     | Zita van Bourbon-Parma (1892-1989)         | Zita van Bourbon-Parma (1892-1989)         | Zita van Bourbon-Parma (1892-1989)         | Zita van Bourbon-Parma (1892-1989)         |                                            |                                            |                                        |                                        |                                                                                        |                                                                                        |                                                                                        |                                                                                        |                                                                                        |                                                                                        |  |  |  |  |  |  |  |  |  |  |  |  |  |  |  |  |  |  |  |  |  |  |  |  |  |  |  |  |  |  |  |  |  |  |  |  |  |  |  |  |  |  |  |  |  |  |  |  |
|                                           |                                           |                                           |                                           |                                           |                                           |                                                  |                                                  |                                                  |                                                  | Karel I van Oostenrijk (1887-1922)               | Karel I van Oostenrijk (1887-1922)               | Karel I van Oostenrijk (1887-1922)  | Karel I van Oostenrijk (1887-1922)  | Karel I van Oostenrijk (1887-1922) | Karel I van Oostenrijk (1887-1922) |                                        |                                        |                                        |                                        |                                        |                                        |                                     |                                     |                                     |                                     |                                  |                                  |                                         |                                         |                                         |                                         |                                           |                                           |                                           |                                           |                                           |                                           | Zita van Bourbon-Parma (1892-1989)     | Zita van Bourbon-Parma (1892-1989)     | Zita van Bourbon-Parma (1892-1989)         | Zita van Bourbon-Parma (1892-1989)         | Zita van Bourbon-Parma (1892-1989)         | Zita van Bourbon-Parma (1892-1989)         |                                            |                                            |                                        |                                        |                                                                                        |                                                                                        |                                                                                        |                                                                                        |                                                                                        |                                                                                        |  |  |  |  |  |  |  |  |  |  |  |  |  |  |  |  |  |  |  |  |  |  |  |  |  |  |  |  |  |  |  |  |  |  |  |  |  |  |  |  |  |  |  |  |  |  |  |  |
|                                           |                                           |                                           |                                           |                                           |                                           |                                                  |                                                  |                                                  |                                                  |                                                  |                                                  |                                     |                                     |                                    |                                    |                                        |                                        |                                        |                                        |                                        |                                        |                                     |                                     |                                     |                                     |                                  |                                  |                                         |                                         |                                         |                                         |                                           |                                           |                                           |                                           |                                           |                                           |                                        |                                        |                                            |                                            |                                            |                                            |                                            |                                            |                                        |                                        |                                                                                        |                                                                                        |                                                                                        |                                                                                        |                                                                                        |                                                                                        |  |  |  |  |  |  |  |  |  |  |  |  |  |  |  |  |  |  |  |  |  |  |  |  |  |  |  |  |  |  |  |  |  |  |  |  |  |  |  |  |  |  |  |  |  |  |  |  |
|                                           |                                           |                                           |                                           |                                           |                                           |                                                  |                                                  |                                                  |                                                  |                                                  |                                                  |                                     |                                     |                                    |                                    |                                        |                                        |                                        |                                        |                                        |                                        |                                     |                                     |                                     |                                     |                                  |                                  |                                         |                                         |                                         |                                         |                                           |                                           |                                           |                                           |                                           |                                           |                                        |                                        |                                            |                                            |                                            |                                            |                                            |                                            |                                        |                                        |                                                                                        |                                                                                        |                                                                                        |                                                                                        |                                                                                        |                                                                                        |  |  |  |  |  |  |  |  |  |  |  |  |  |  |  |  |  |  |  |  |  |  |  |  |  |  |  |  |  |  |  |  |  |  |  |  |  |  |  |  |  |  |  |  |  |  |  |  |
| Otto van Habsburg-Lotharingen (1912-2011) | Otto van Habsburg-Lotharingen (1912-2011) | Otto van Habsburg-Lotharingen (1912-2011) | Otto van Habsburg-Lotharingen (1912-2011) | Otto van Habsburg-Lotharingen (1912-2011) | Otto van Habsburg-Lotharingen (1912-2011) |                                                  |                                                  | Adelheid van Oostenrijk (1914-1971)              | Adelheid van Oostenrijk (1914-1971)              | Adelheid van Oostenrijk (1914-1971)              | Adelheid van Oostenrijk (1914-1971)              | Adelheid van Oostenrijk (1914-1971) | Adelheid van Oostenrijk (1914-1971) |                                    |                                    | Robert van Oostenrijk-Este (1915-1996) | Robert van Oostenrijk-Este (1915-1996) | Robert van Oostenrijk-Este (1915-1996) | Robert van Oostenrijk-Este (1915-1996) | Robert van Oostenrijk-Este (1915-1996) | Robert van Oostenrijk-Este (1915-1996) |                                     |                                     | Felix van Oostenrijk (1916-2011)    | Felix van Oostenrijk (1916-2011)    | Felix van Oostenrijk (1916-2011) | Felix van Oostenrijk (1916-2011) | Felix van Oostenrijk (1916-2011)        | Felix van Oostenrijk (1916-2011)        |                                         |                                         | Karel Lodewijk van Oostenrijk (1918-2007) | Karel Lodewijk van Oostenrijk (1918-2007) | Karel Lodewijk van Oostenrijk (1918-2007) | Karel Lodewijk van Oostenrijk (1918-2007) | Karel Lodewijk van Oostenrijk (1918-2007) | Karel Lodewijk van Oostenrijk (1918-2007) |                                        |                                        | Rudolf Syringus van Oostenrijk (1919-2010) | Rudolf Syringus van Oostenrijk (1919-2010) | Rudolf Syringus van Oostenrijk (1919-2010) | Rudolf Syringus van Oostenrijk (1919-2010) | Rudolf Syringus van Oostenrijk (1919-2010) | Rudolf Syringus van Oostenrijk (1919-2010) |                                        |                                        | Charlotte van Oostenrijk (1921-1989) én Elisabeth Charlotte van Oostenrijk (1922-1993) | Charlotte van Oostenrijk (1921-1989) én Elisabeth Charlotte van Oostenrijk (1922-1993) | Charlotte van Oostenrijk (1921-1989) én Elisabeth Charlotte van Oostenrijk (1922-1993) | Charlotte van Oostenrijk (1921-1989) én Elisabeth Charlotte van Oostenrijk (1922-1993) | Charlotte van Oostenrijk (1921-1989) én Elisabeth Charlotte van Oostenrijk (1922-1993) | Charlotte van Oostenrijk (1921-1989) én Elisabeth Charlotte van Oostenrijk (1922-1993) |  |  |  |  |  |  |  |  |  |  |  |  |  |  |  |  |  |  |  |  |  |  |  |  |  |  |  |  |  |  |  |  |  |  |  |  |  |  |  |  |  |  |  |  |  |  |  |  |